# تايسون
تايسون (Taison Barcellos Freda) (13 يناير 1988 في بيلوتاس في البرازيل – )؛ هو لاعب كرة قدم كان يلعب كلاعب وسط.

## وصلات خارجية
- تايسون على موقع IMDb (الإنجليزية)
- تايسون على موقع الاتحاد الأوربي (الإنجليزية)
- تايسون على موقع اتحاد أوكرانيا (الإنجليزية)
- تايسون على موقع قاعدة بيانات كرة القدم.إي يو (الإنجليزية)
- تايسون على موقع ناشيونال فوتبول تيمز (الإنجليزية)
- تايسون على موقع Soccerway.com (الإنجليزية)
- تايسون على موقع عالم كرة القدم.نت (الإنجليزية)
- تايسون على موقع 365scores (الإنجليزية)
- تايسون على موقع AS.com (الإسبانية)